# SN 2007lm
SN 2007lm – supernowa typu Ia odkryta 3 października 2007 roku w galaktyce A031340+0037. W momencie odkrycia miała maksymalną jasność 21,40m.